# Lou – Abenteuer auf Samtpfoten
Lou – Abenteuer auf Samtpfoten ist ein französisch-schweizerischer Spielfilm aus dem Jahr 2023. Die Handlung dreht sich um das 10-jährige Mädchen Clémence aus Paris, das ein verwaistes Kätzchen aufnimmt. Grundlage ist der Roman „Rroû“ von Maurice Genevoix aus dem Jahr 1931. Der Film lief ab 20. Juli 2023 in den deutschen Kinos.

## Handlung
Die zehnjährige Clémence entdeckt auf dem Dachboden des Mietshauses in Paris, wo sie wohnt ein verwaistes Stadtkätzchen. Kurzerhand „adoptiert“ sie das lebhafte und neugierige Katzenkind. Von nun an ist sie ein vollwertiges Familienmitglied und hilft Clémence mit ihrer Anwesenheit über die schwere Zeit der Scheidung ihrer Eltern. Als sie es in den Ferien aufs Land mitnimmt, beginnt für beide eine abenteuerreiche und aufregende Zeit im Herzen der Vogesen, wo sich beide mit der Nachbarin Madeleine anfreunden. Madeleine hilft dem Mädchen die Katze wiederzufinden, als sie in den Wald läuft und verschwunden bleibt. Schwer verletzt kann Clémence das Kätzchen wiederfinden, muss es aber dann doch zurücklassen, als sie zum Ferienende mit ihrer Mutter zurück nach Paris fahren muss.

## Hintergrund
Die Geschichte spielt über einen Zeitraum von einem Jahr, alle drei Monate wurde gedreht. Die Katze war einen Teil dieser Zeit allein im Wald. Die Inszenierung erfolgte auf Katzenhöhe, um so jedes Tier zu einer eigenständigen Figur werden zu lassen, mit seinen eigenen Emotionen und Charakteren.

## Kritiken
Oliver Armknecht von film-rezensionen.de meinte: „‚Lou – Abenteuer auf Samtpfoten‘ setzt am Anfang auf eine geradezu unverschämt süße Katze und schöne Landschaften. Doch mit dem Heranwachsen des Tiers verändert sich die Tonalität, wird düsterer und erwachsener. Am Ende geht es hier nur bedingt um den Vierbeiner, wenn ein zehnjähriges Mädchen mehr über das Leben und die Natur erfährt.“
Claudine Levanneur schrieb für die Website aVoir-aLire und fasste ihre Rezension mit folgenden Worten zusammen: „Eine Familienshow, die nicht nur Katzenliebhabern Freude bereitet, sondern sich auch in eine großartige Ode an die Natur, die Freundschaft und die Freiheit verwandelt.“
In der La Voix du Nord bewertete Christophe Caron den Spielfilm schon kritischer. Er hob die Rolle von Corinne Masiero hervor, bedauert jedoch die Tatsache, dass die anderen Charaktere „weniger Statur haben“. Er sieht in „diesem schönen Familienspektakel (…) das Verdienst, seinen Diskurs an neue Generationen anzupassen, sei es über den Tierschutz oder über die unglückliche Neigung einer Spezies namens Mensch, die Wälder mit ihren Abfällen zu verschmutzen.“
Wenig positives ist bei reddit.com zu lesen. Es sei der bislang schlechteste Film des Jahres 2024 und schrecklich. „Der Film hatte so viele Tonverschiebungen, dass er verwirrter war als ich. Schreckliche Geschichte. Schrecklicher Dialog. Die Eltern waren dumm. Sie geben ihre Scheidung bekannt und dann sehen wir ein glückliches Kind, das mit seiner Katze spielt. Ihre Katze hört in der Hütte nicht zu, also bestraft das junge Mädchen sie, indem sie nach draußen bringt. Die Mutter will gehen [zurück nach Paris], nachdem sie kaum nach ihm ([dem Kätzchen]) gesucht hat. Die Katze stirbt fast im Stacheldraht. sie überlebt, verlässt dann seinen Besitzer (und wird von seinem Besitzer verlassen)“

## Einspielergebnisse
An seinem ersten Spieltag in Frankreich verzeichnete der Film 9.853 Besucher. Zählt man die Vorpremieren für diesen ersten Tag dazu, belegte der Film an seinem Eröffnungstag den dritten Platz hinter „Die drei Musketiere – D’Artagnan“ (197.224) und vor „Das Establishment“ (6.361).
Eine Woche nach der Veröffentlichung in den französischen Kinos verzeichnete der Spielfilm insgesamt 45.873 Besucher. Ohne Berücksichtigung der Vorpremieren belegt der Film in der wöchentlichen Einspielliste den zwölften Platz, hinter „Creed III – Rocky’s Legacy“ (43.637) und vor „My Crime“ (39.754).